# Rada Ustawodawcza Wiktorii
Rada Ustawodawcza Wiktorii (Victorian Legislative Council) – izba wyższa parlamentu australijskiego stanu Wiktoria. Powstała w 1851, równocześnie z ustanowieniem Wiktorii osobną kolonią brytyjską (wcześniej jej terytorium stanowiło część Nowej Południowej Walii).
Rada liczy 40 członków wybieranych zawsze równocześnie z wyborami do Zgromadzenia Ustawodawczego Wiktorii. Teoretycznie odbywają się one co cztery lata, ale gubernator ma prawo skrócić na wniosek premiera stanowego kadencję parlamentu. Na potrzeby wyborów do Rady, stan podzielony jest na osiem okręgów wyborczych, zaś w każdym wybiera się pięciu członków. Stosuje się przy tym metodę pojedynczego głosu przechodniego. Taka ordynacja wyborcza obowiązuje od roku 2006. Wcześniej Rada liczyła 44 członków wybieranych w jednomandatowych okręgach wyborczych na kadencję równą dwóm kadencjom Zgromadzenia. Przy okazji każdych wyborów do izby niższej, odnawiano połowę składu Rady.
Rada posiada kompetencje analogiczne do Izby Lordów w brytyjskim systemie politycznym (z wyjątkiem kwestii sądowniczych). W przypadku większości projektów ustaw posiada prerogatywy równe izbie niższej, jednak jest wyłączona z procesu legislacyjnego, gdy rozpatrywane są projekty o charakterze budżetowym.